# Amsacta hampsoni
Amsacta hampsoni là một loài bướm đêm thuộc phân họ Arctiinae, họ Erebidae.